# Barrio Progreso
Barrio Progreso är en ort i Mexiko.   Den ligger i kommunen Tamazunchale och delstaten San Luis Potosí, i den sydöstra delen av landet, 200 km norr om huvudstaden Mexico City. Barrio Progreso ligger 496 meter över havet och antalet invånare är 560.
Terrängen runt Barrio Progreso är kuperad österut, men västerut är den bergig. Terrängen runt Barrio Progreso sluttar österut. Runt Barrio Progreso är det ganska tätbefolkat, med 60 invånare per kvadratkilometer. Närmaste större samhälle är Tamazunchale, 10,1 km nordost om Barrio Progreso. I omgivningarna runt Barrio Progreso växer i huvudsak städsegrön lövskog.